# Minoru Kushibiki
Minoru Kushibiki (Osaka, 10 juni 1967) is een voormalig Japans voetballer.

## Carrière
Minoru Kushibiki speelde tussen 1990 en 1999 voor Toshiba, Otsuka Pharmaceutical, Kyoto Purple Sanga en Avispa Fukuoka.

## Statistieken
| Japan   | Japan                 | Japan           | League | League | Emperor's Cup | Emperor's Cup | J-League Cup | J-League Cup | Totaal | Totaal |
| Seizoen | Club                  | League          | Wed.   | Goals  | Wed.          | Goals         | Wed.         | Goals        | Wed.   | Goals  |
| ------- | --------------------- | --------------- | ------ | ------ | ------------- | ------------- | ------------ | ------------ | ------ | ------ |
| 1990/91 | Toshiba               | JSL Division 1  | 3      | 0      |               |               | 0            | 0            | 3      | 0      |
| 1991/92 | Otsuka Pharmaceutical | JSL Division 2  | 1      | 0      |               |               | 0            | 0            | 1      | 0      |
| 1992    | Otsuka Pharmaceutical | Football League | 9      | 0      |               |               | -            | -            | 9      | 0      |
| 1993    | Otsuka Pharmaceutical | Football League | 11     | 0      | 0             | 0             | -            | -            | 11     | 0      |
| 1994    | Otsuka Pharmaceutical | Football League | 29     | 0      | 2             | 0             | -            | -            | 31     | 0      |
| 1995    | Otsuka Pharmaceutical | Football League | 27     | 0      | 1             | 0             | -            | -            | 28     | 0      |
| 1996    | Kyoto Purple Sanga    | J. League 1     | 2      | 0      | 0             | 0             | 0            | 0            | 2      | 0      |
| 1997    | Kyoto Purple Sanga    | J. League 1     | 13     | 0      | 0             | 0             | 0            | 0            | 13     | 0      |
| 1998    | Kyoto Purple Sanga    | J. League 1     | 0      | 0      | 0             | 0             | 0            | 0            | 0      | 0      |
| 1999    | Avispa Fukuoka        | J. League 1     | 0      | 0      | 0             | 0             | 0            | 0            | 0      | 0      |
| Totaal  | Totaal                | Totaal          | 95     | 0      | 3             | 0             | 0            | 0            | 98     | 0      |